# Melissa Benoist
Melissa Marie Benoist, född 4 oktober 1988 i Houston i Harris County i Texas, är en amerikansk film-, teater-  och TV-skådespelare.

## Filmografi i urval
- 2011 – Homeland (TV-serie)
- 2012–2014 – Glee (TV-serie)
- 2014 – Whiplash
- 2015 – Danny Collins
- 2015 – The Longest Ride
- 2016 – Patriots Day
- 2015–2021 – Supergirl (TV-serie)
- 2016–2020 – Arrow (TV-serie)
- 2016–2019 – The Flash (TV-serie)
- 2017–2018 – Freedom Fighters: The Ray (TV-serie)
- 2016–2020 – Legends of Tomorrow (TV-serie)
- 2018 – Waco (TV-serie)
- 2019 – Batwoman (TV-serie)
- 2025 – The Waterfront (TV-serie)